# انتقال دانش

آیکون انتقال دانش از پروژه اسم.

انتقال دانش (به انگلیسی: Knowledge transfer) به اشتراک گذاری یا انتشار دانش و ارائه منابع برای حل مشکل اشاره دارد. مانند مدیریت دانش، انتقال دانش به دنبال سازماندهی، ایجاد، تسخیر یا توزیع دانش و اطمینان از در دسترس بودن آن برای کاربران آینده است. انتقال دانش به دلایل زیر بسیار پیچیده‌تر از آن است که با یک یادداشت، یک پست الکترونیکی یا یک جلسه انجام شود:
- دانش در اعضای سازمان، ابزارها، اهداف و زیرشبکه‌های آن قرار دارد[۲] و
- دانش بسیار زیادی در سازمان‌ها به صورت دانش ضمنی است یا به زبان آوردنش دشوار است.[۳]

این موضوع از دهه ۱۹۹۰ تحت عنوان مدیریت دانش مطرح شده‌است. این اصطلاح در سطح بین‌المللی نیز به عنوان انتقال دانش منتقل می‌شود.
در حال حاضر در کسب و کارها، انتقال دانش در حال تبدیل شدن به موضوع مشترک در ادغام و خرید است. انتقال دانش بر انتقال پلتفرم تکنولوژیکی، تجربه بازار، تخصص مدیریت، پیشرفت فرهنگ سازمانی و سایر سرمایه‌های فکری که می‌تواند صلاحیت شرکت‌ها را بهبود بخشد، تمرکز می‌کند. از آن جایی که مهارت‌های فنی و دانش دارایی‌های بسیار مهمی برای صلاحیت شرکت‌ها در رقابت جهانی هستند، انتقال دانش ناموفق تأثیر منفی بر شرکت‌ها دارد و منجر به ادغام  خرید گران و وقت گیر و عدم ایجاد ارزش برای شرکت‌ها می‌شود.

## پیشینه
آرگوت و اینگرام (۲۰۰۰) انتقال دانش را به عنوان «فرآیندی که از طریق آن یک واحد (به عنوان مثال گروه یا بخش) تحت تأثیر تجربه دیگری قرار می‌گیرد» تعریف می‌کنند (ص ۱۵۱). آن‌ها به انتقال دانش سازمانی اشاره می‌کنند (به عنوان مثال، فعالیت‌های روزمره یا بهترین تجارب) را می‌توان از طریق تغییرات در دانش یا عملکرد واحدهای گیرنده مشاهده کرد. انتقال دانش سازمانی، مانند بهترین عملکردها، می‌تواند بسیار مشکل باشد.
رساله دکتری ژولانسکی ("بررسی چسبندگی داخلی: مانع انتقال بهترین روش در شرکت") پیشنهاد می‌کند که انتقال دانش درون یک شرکت توسط عوامل دیگری غیر از فقدان انگیزه مهار می‌شود. اینکه چقدر دانش در مورد بهترین شیوه‌ها به‌طور گسترده‌ای در یک شرکت در دسترس است، بستگی دارد به ماهیت آن دانش، اینکه از کجا (یا از طریق چه کسی) آن دانش می‌آید، چه کسی آن را می‌گیرد و زمینه سازمانی که در آن انتقال رخ می‌دهد چیست. "چسبندگی" یک استعاره است که از پیچیدگی مایع در گردش در اطراف یک پالایشگاه نفت حاصل می‌شود (از جمله اثرات ویسکوزیته مایع). لازم است ذکر شود که تجزیه و تحلیل آن در نظریه‌های علمی صدق نمی‌کند، جایی که مجموعه ای متنوع از پویایی و پاداش‌ها اعمال می‌شود.
سه مفهوم مرتبط عبارت اند از «استفاده از دانش»، «استفاده از تحقیق» و «پیاده‌سازی»، که در علوم بهداشتی برای توصیف فرایند ارائه ایده جدید، تمرین یا تکنولوژی جدید به منظور استفاده هماهنگ و مناسب در یک محیط بالینی مورد استفاده قرار می‌گیرد. مطالعه استفاده و اجرای دانش رشد مستقیم جنبش به طب سنتی مبتنی بر شواهد و تحقیق است و نتیجه‌گیری می‌کند که شیوه‌های مراقبت‌های بهداشتی با اثربخشی نشان داده شده در محیط‌های عمل مورد استفاده قرار نمی‌گیرد.
انتقال دانش، ملاحظات اخلاقی در سازمان‌ها و بین ملت‌ها را به ویژه در مواردی که عدم تعادل در روابط قدرت وجود دارد (به عنوان مثال، کارفرما و کارمند) یا در سطوح نیاز نسبی به منابع دانش (مانند کشورهای توسعه یافته و در حال توسعه)را مطرح می‌کند.

## مکانیسم‌های انتقال دانش
دو نوع مکانیزم انتقال دانش در عمل دیده شده‌است: شخصی‌سازی و کدگذاری. شخصی‌سازی اشاره به انتقال یک به یک [دانش] بین دو نهاد به صورت شخصی دارد. یک نمونه بسیار خوب از این، عمل آموزش فردی است که چگونه دوچرخه سواری کند. از سوی دیگر، کدگذاری اشاره به عمل تبدیل دانش به مصنوعات دانش مانند اسناد، تصاویر و فیلم‌هایی است که توسط گیرندگان دانش به صورت یکنواخت مصرف می‌شوند.
انتقال دانش شخصی منجر به جذب بهتر دانش توسط گیرنده می‌شود هنگامی که دانش ضمنی بالاتر است و / یا هنگامی که محتوای اطلاعاتی در یک شی دانش بالا است. از طرف دیگر، کدگذاری بواسطه نیاز به انتقال دانش به تعداد زیادی از افراد طراحی می‌شود و منجر به استفاده مجدد بهتر دانش می‌شود. آنتروپی موضوعات دانش می‌تواند معیاری برای محتوای اطلاعاتی یا ضمنی فراهم کند.

## بین حوزه‌های عمومی و خصوصی
با حرکت اقتصادهای توسعه یافته از یک منبع براساس تولید مبتنی بر دانش، بسیاری از دولت‌های ملی به‌طور فزاینده‌ای «دانش» و «نوآوری» را به عنوان نیروهای محرک قابل‌توجه رشد اقتصادی، توسعه اجتماعی و ایجاد شغل می‌شناسند. در این زمینه،ترویج «انتقال دانش» به‌طور فزاینده‌ای به موضوع سیاست عمومی و اقتصادی تبدیل شده‌است. با این حال لیست طولانی برنامه‌های تغییر جهانی، ملی و منطقه ای نشان می‌دهد که تنش بین نیاز به تحقیق رایگان - که به واسطه علاقه و اهداف کوتاه مدت «بخش خصوصی» انگیزه گرفته شده و تحقیق برای منافع عمومی رخ می‌دهد.
این فرضیه اساسی که امکان افزایش همکاری بین صنعت و دانشگاه‌ها وجود دارد، نیز در بسیاری از ادبیات نوآوری کنونی مورد تأکید قرار می‌گیرد. به‌طور خاص، رویکرد نوآوری باز به منظور توسعه ارزش تجاری به صراحت بر این فرض استوار است که دانشگاه‌ها یک منبع حیاتی برای دسترسی به ایده‌های بیرونی هستند. علاوه بر این، دانشگاه‌ها به عنوان «منبع بزرگ، به‌طور ناشناخته، منابع کمک به ایجاد ثروت و رقابت اقتصادی» تلقی شده‌اند.
دانشگاه‌ها و دیگر سازمان‌های تحقیقاتی بخش دولتی در طول سال‌ها در انتقال دانش در تقسیم بین حوزه‌های دانش عمومی تولید شده و بهره‌برداری خصوصی از آن، تجربه زیادی در عمل داشته‌اند. بسیاری از کالج‌ها و دیگر سازمان‌های تحقیقاتی بخش دولتی فرایندها و سیاست‌هایی را برای کشف، حفاظت و بهره‌برداری از حقوق مالکیت معنوی ایجاد کرده‌اند و اطمینان حاصل کرده‌اند که حقوق مالکیت معنوی به‌طور موفقیت‌آمیز به شرکت‌های خصوصی یا شرکت‌های جدیدی که به منظور بهره‌برداری تشکیل شده‌اند، منتقل شده‌است. مسیرهای تجاری سازی مالکیت معنوی تولید شده توسط سازمان‌های تحقیقاتی بخش دولتی و کالج‌ها شامل صدور مجوز، سرمایه‌گذاری مشترک، تشکیل شرکت‌های جدید و وظایف بر اساس حق امتیاز است.
سازمان‌هایی نظیر AUTM در ایالات متحده، مؤسسه انتقال دانش در انگلستان، SNITTS در سوئد و انجمن تخصصی حرفه ای انتقال علم و فناوری اروپا برای انتقال دانش حرفه ای در بخش‌های عمومی و خصوصی برای شناسایی بهترین شیوه و توسعه ابزار و تکنیک‌های مؤثر برای مدیریت مالکیت معنوی سازمان‌های تحقیقاتی بخش دولتی و کالج‌ها ایجاد شده‌اند. همکاران آنلاین برای تمرین کنندگان انتقال دانش نیز برای تسهیل اتصال (مانند شبکه جهانی نوآوری و استخر دانش) در حال ظهور هستند.
همکاری تجاری دانشگاه موضوع بررسی لامبرت در انگلستان در سال ۲۰۰۳ بود.

## در اقتصاد دانش
در اقتصاد مبتنی بر دانش، یادگیری در تعیین سرنوشت افراد، شرکت‌ها و اقتصادهای ملی بسیار مهم است.
انتقال دانش نیز می‌تواند از طریق برنامه سرمایه‌گذاری، هم به صورت عمدی و هم غیرعمد در قالب مهارت‌ها، فناوری و «دانش ضمنی» از جمله مدیریت و شیوه‌های سازمانی به دست آید. به عنوان مثال، سرمایه‌گذاری خارجی در کشورهای آفریقایی به ارایه برخی از مدل‌های انتقال دانش منجر شده‌است.

## در چشم‌انداز محیط زیست
انتقال دانش در چشم‌انداز محیط زیست، به معنی گروهی از فعالیت‌هایی است که درک چشم‌انداز محیط زیست را با هدف تشویق کاربرد این دانش افزایش می‌دهند. پنج عاملی که بر انتقال دانش از دیدگاه محیط زیست تأثیر خواهند گذاشت عبارتند از: ایجاد ظرفیت پژوهشی، پتانسیل کاربرد، کاربران دانش، ظرفیت زیرساخت و فرآیندی که دانش به آن انتقال داده می‌شود (ترنر، ۲۰۰۶)

## انواع دانش
دانش یک ویژگی مهم در جامعه پس از صنعت است و کارکنان دانشی در بسیاری از شرکت‌ها مهم هستند. بلکلر طبقه‌بندی انواع دانش ارائه شده توسط کالینز (۱۹۹۳) را به شرح ذیل گسترش می‌دهد:
- دانش ماندگار دانشی است که به مهارت‌ها و توانایی‌های ادراکی بستگی دارد. ما می‌توانیم این را در نظر بگیریم که دانش عملی و سطح بالا باشد، که در آن اهداف از طریق شناسایی دائمی و احیای مجدد برآورده می‌شوند. دانش ضمنی نیز ممکن است ماندگار باشد، حتی اگر عمدتاً ناخودآگاه باشد.
- دانش ضمنی عمل گرا بوده و متشکل از شیوه‌های متنی است. این مورد بیشتر یک کسب و کار اجتماعی است، به طوری که مشخص می‌شود چگونه افراد در تعامل و تفسیر محیط خود، این نوع غیر صریح دانش را ایجاد می‌کنند.
- دانش مصنوعی فرایند دستیابی به درک مشترک از طریق جامعه‌پذیری و فرهنگ‌پذیری است. زبان و مذاکره تبدیل به گفتمان این نوع دانش در یک شرکت می‌شود.
- دانش توکار ضمنی است و در یک روال سیستماتیک قرار دارد. این مربوط به روابط بین نقش‌ها، فناوری‌ها، روش‌های رسمی و روال‌های کاری آشکار در یک سیستم پیچیده‌است. به منظور شروع هر رشته خاص از انتقال دانش تجاری به افراد زیادی کمک می‌کند.
- دانش رمزگذاری شده اطلاعاتی است که در نشانه‌ها (کتاب‌ها، دفترچه راهنما، پایگاه‌های داده و غیره) انتقال داده می‌شود و بر قوانین مربوطه اعمال می‌شود. به جای اینکه نوع خاصی از دانش باشد، بیشتر با انتقال، ذخیره‌سازی و بازجویی از دانش سر و کار دارد.

## چالش‌ها
چه چیزی انتقال دانش را پیچیده می‌کند؟ عوامل زیادی وجود دارند که عبارتند از:
- ناتوانی در شناخت و بیان صلاحیت‌های «کامپایل شده» یا بسیار بصری - ایده دانش ضمنی[۳]
- دیدگاه‌های مختلف دربارهٔ صریح بودن دانش[۱۹]
- جغرافیا یا فاصله[۲۰]
- محدودیت‌های فن‌آوری اطلاعات و ارتباطات (ICT)[۲۱]
- فقدان هویت اجتماعی مشترک / برتر[۲۲]
- زبان
- حوزه تخصص
- درگیری‌های داخلی (مثلا سرزمین حرفه ای)
- تفاوت نسل‌ها
- روابط مدیریت اتحادیه
- مشوق‌ها (انگیزه)
- مشکل به اشتراک گذاشتن اعتقادات، مفروضات، اکتشافات و هنجارهای فرهنگی
- استفاده از نمایش‌های بصری برای انتقال دانش (تجسم دانش)
- قرار گرفتن در معرض قبلی یا تجربه با چیزی
- اشتباهات
- اطلاعات نادرست
- فرهنگ سازمانی که منجر به به اشتراک گذاری دانش می‌شود (دانش قدرت است)
- مسائل انگیزشی
- عدم اعتماد
- قابلیت (توانایی)

اورت راجرز پیشگام انتشار نظریه نوآوری‌ها و ارائه مدلی مبتنی بر تحقیق برای این مسئله است که چرا افراد و شبکه‌های اجتماعی ایده‌های جدید، عمل‌ها و محصولات جدیدی را به کار می‌گیرند. در انسان‌شناسی، مفهوم نفوذ نیز گسترش ایده‌ها بین فرهنگ‌ها را بررسی می‌کند.

## فرایند
- شناسایی دارندگان دانش در سازمان
- آن‌ها را وادار به سهیم شدن می‌کند.
- طراحی یک مکانیزم به اشتراک گذاری برای تسهیل انتقال
- اجرای برنامه انتقال (اجرای طرح انتقال)
- اندازه‌گیری برای اطمینان از انتقال
- به کار بردن دانش انتقال داده
- نظارت و ارزیابی

## روال‌های کاری (تمرینات)
- مربیگری
- تجربه راهنما
- شبیه‌سازی
- آزمایش هدایت
- سایه کار
- آثار جفت شده
- انجمن تمرین (جامعه عمل)
- انتقال روایت
- روال‌های کاری (تمرینات)

## استفاده نادرست
انتقال دانش اغلب به عنوان مترادف برای آموزش استفاده می‌شود. علاوه بر این، اطلاعات نباید با دانش اشتباه گرفته شود، به عبارت دقیق تر، امکان انتقال دانش تجربی به دیگران وجود ندارد. اطلاعات ممکن است به عنوان واقعیت یا اطلاعات قابل درک باشد. با این حال، دانش باید با مهارت انعطاف‌پذیر و سازگار - توانایی منحصر به فرد، فرد برای استفاده از اطلاعات باشد. این شیوایی کاربرد بخشی است که اطلاعات را از دانش متمایز می‌کند. دانش معمولاً هم ضمنی و هم شخصی است؛ تشخیص دانش یک فرد برای تعیین کمیت، ذخیره و بازیابی برای یک فرد دیگر دشوار است.
انتقال دانش و به اشتراک گذاری دانش گاهی به جای یکدیگر استفاده می‌شوند یا به اشتراک گذاری ویژگی‌های مشترک در نظر گرفته می‌شوند. از آنجا که برخی از محققان مدیریت دانش فرض می‌کنند که این دو مفهوم نسبتاً شبیه به هم هستند و محتوای هم پوشانی دارند، به خصوص در میان محققان و متخصصان، در مورد آن اغلب سردرگمی وجود دارد. به همین علت، اصطلاحات مانند انتقال دانش و به اشتراک گذاری دانش بدون در نظر گرفتن معنی واقعی آنها مورد استفاده قرار می‌گیرند و این معانی می‌تواند از کاغذ به کاغذ تغییر کند.